# Carl Brutananadilewski
Carl Brutananadilewski (IPA: /bruːˈtɑːnɑːnɑːdɪljuːski/) è uno dei personaggi protagonisti delle serie animata statunitense Aqua Teen Hunger Force, prodotta da Matt Maiellaro e Dave Willis, Carl's Stone Cold Lock of the Century of the Week e Pregame Prognostifications from the Pigskin Wyzzard. Nel doppiaggio originale è interpretato da Dave Willis, mentre nell'adattamento italiano il suo ruolo è stato affidato a Dario Oppido. Il personaggio è comparso in numerose opere tratte dalla serie animata, in diversi videogiochi, album e nel lungometraggio relativo alla serie principale.
Nella serie originale, Carl è un uomo irascibile, squallido, volgare, ignorante e sarcastico che è spesso vittima delle trame malvagie o delle buffonate di Frullo o Polpetta ed è spesso soggetto a morti non canoniche. I suoi interessi principali riguardano lo sport (è un grande fan dei New York Giants), la pornografia e le band Foreigner, Loverboy, Foghat e Boston, in particolare la canzone More Than a Feeling. Carl è il vicino di casa degli Aqua Teen e sono residenti del New Jersey per le prime sette stagioni, di Seattle (Washington) nell'ottava e della fittizia Seattle (New Jersey) nelle ultime tre stagioni.
Benché sia apparso sempre ed esclusivamente nella serie originale, Carl è diventato protagonista delle due webserie spin-off Carl's Stone Cold Lock of the Century of the Week e Pregame Prognostifications from the Pigskin Wyzzard.

## Ruolo inAqua Teen Hunger Force
Carl Brutananadilewski vive accanto alla casa di Frullo, Fritto e Polpetta in un quartiere suburbano del sud New Jersey, identificato come Seattle, Washington, e successivamente Seattle, New Jersey, durante le ultime tre stagioni. Carl ha una forte avversione nei confronti degli Aqua Teen, coi quali si scaglia regolarmente contro, definendoli a volte "animali", tra gli altri insulti. In rare occasioni va d'accordo con loro e mostra un atteggiamento positivo nei loro confronti. Spesso è vittima delle trame malvagie o delle buffonate di Frullo o Polpetta, ed è spesso soggetto a lesioni e/o morti non canoniche insieme alla distruzione della sua casa.
Ha una forte passione per lo sport (la sua squadra preferita della NFL sono i New York Giants) e conosce perfettamente le diverse statistiche delle varie squadre. È anche un fan di varie band come AC/DC, Foreigner, Judas Priest, Loverboy, Zebra e Boston, soprattutto la loro canzone More Than a Feeling che è diventata la sua preferita. Carl ha un'automobile che ha chiamato "2Wycked", una Dodge Stealth molto modificata. La 2Wycked è stata acquistata con un prestito sulla casa per cui Carl ritiene che ne valga la pena. Carl possiede anche una personale piscina fuori terra nel suo cortile, che viene spesso utilizzata senza il suo consenso dagli Aqua Teen, portandolo alla rabbia. Nelle stagioni successive ha comprato un televisore al plasma da 21 pollici, che appare molto piccolo quando è montato sulla parete del soggiorno.
I dettagli sulla sua occupazione non sono mai stati affrontati seriamente; infatti, nell'episodio Rabbot, dice di lavorare semplicemente "fuori casa". Nell'episodio Moonajuana, Carl disse a Fritto che lavorava in una fabbrica di polistirene per noccioline. Nell'episodio Gene E. ha rivelato di aver studiato "riparazioni per ascensori", mentre in un altro si è visto cercare di vendere vestiti contraffatti a buon mercato fatti da immigrati cinesi. In un'occasione, Carl ha affermato di lavorare 20 ore alla settimana e che le sue spese sono divise tra cibo cinese, birra e spogliarelliste. Carl lavora come commentatore calcistico negli spin-off Carl's Stone Cold Lock of the Century of the Week e Pregame Prognostifications from the Pigskin Wyzzard.
Nell'episodio Remooned, quando viene vista brevemente una licenza per piloti, viene rivelato che Carl è nato il 19 febbraio 1961. Carl non è tipicamente raffigurato come religioso, tuttavia nell'episodio  Handbanana, è implicito che Carl possa avere fede in Dio, quando afferma: "Non so se credo in Dio, ma penso che debba odiarmi. Perché ti ha permesso di creare un cane che mi ha fortemente stupito!". In un episodio di Carl's Stone Cold Lock of the Century of the Week, ha dichiarato di essere cattolico.

## Personaggio

### Creazione
Carl Brutananadilewski è stato creato e progettato dai creatori della serie Dave Willis e Matt Maiellaro. Secondo Willis, il personaggio era una fusione tra alcuni amici di suo padre di Long Island, il suo compagno di stanza del college Dolla Bill $orrentino e suo zio Skip, che era stato originariamente pensato per essere il vicino di Space Ghost, di nome Dominic, nella serie animata Space Ghost Coast to Coast. Carl ha fatto la sua prima apparizione nel primo episodio di Aqua Teen Hunger Force intitolato Rabbot, originariamente trasmesso su Cartoon Network il 30 dicembre 2000, come parte di un'anteprima delle future serie di Adult Swim. L'episodio successivamente ha fatto il suo debutto televisivo ufficiale il 16 settembre 2001. La voce di Carl Brutananadilewski è stata fornita da Willis fin dalla sua prima apparizione in Aqua Teen Hunger Force e in altre apparizioni ufficiali che ha fatto. In Pregame Prognostifications from the Pigskin Wyzzard, Willis ha controllato i movimenti di Carl tramite il motion capture. Anche se "Brutananadilewski" è l'ortografia comunemente usata per il suo cognome, può essere scritto anche come "Brutanunanulewski".

### Evoluzione grafica
Carl Brutananadilewski è l'unico personaggio principale ad essere un umano. Indossa dei pantaloni blu, una canottiera bianca, degli infradito verdi e una catena d'oro al collo. Porta i baffi, è in sovrappeso, è calvo (dalla terza elementare) e ha peli su tutto il corpo e nei piedi. David Long, Jr. lo ha interpretato nell'episodio in live-action Last Last One Forever and Ever e appare esattamente come un personaggio animato, a differenza degli altri protagonisti che appaiono significativamente diversi essendo interpretati realmente. In Carl's Stone Cold Lock of the Century, il suo abbigliamento è notevolmente diverso rispetto al resto della serie. La sua canottiera è rossa, bianca e blu con un "1" sopra e i pantaloni della tuta sono di un blu più scuro con strisce nere, simile ai zubaz.

## Accoglienza
Nel 2008, in un'intervista di IGN, Patrick Kolan ha affermato: "Carl è una delle più grandi interpretazioni di tutti i tempi della TV, conosciamo tutti qualcuno come lui, che raramente indossi i pantaloni".
Common Sense Media ha descritto Carl come "probabilmente uno dei peggiori modelli di ruolo in TV".